# Транскаспийский газопровод
Транскаспийский газопровод (азерб. Transxəzər boru xətti, туркм. Transhazar turba geçirijisi, англ. Trans-Caspian Gas Pipeline) — планируемый подводный газопровод, который должен связать город Туркменбашы в Туркменистане с Баку в Азербайджане. Согласно некоторым источникам, также предусматривается подключить в сеть газопровод из Тенгиз в Казахстане и соединить его с Туркменбаши. Данный подводный газопровод предусматривает транспортировку природного газа из Туркменистана и Казахстана через Азербайджан и Грузию в Турцию и далее в страны — члены Европейского союза. Данный газопровод также считается частью расширения Южного газотранспортного коридора.
Мощность спроектированного газопровода составляет 30 млрд м3 природного газа в год. Планировалось что газопровод сможет осуществлять поставку в Европу от 10 до 30 млрд м3 туркменского газа в год. Приблизительная оценочная стоимость — 5 млрд долларов США. В Азербайджане трубопровод присоединится к Южно-Кавказскому газопроводу (Баку — Тбилиси — Эрзурум), а через Трансанатолийский газопровод (TANAP) и к Трансадриатическому газопроводу (TAP) до Италии. Предусматриваемая длина газопровода через Каспий — 300 км.

## История
В 1996 году, на встрече в США появилась возможность обговорить осуществление проекта для экспорта туркменского природного газа через подводный трубопровод. В феврале 1999 года туркменское правительство подписало соглашение с американской корпорацией General Electric и строительной компанией Bechtel для изучения предполагаемого пути трубопровода. В том же году, в рамках встречи Организации экономического сотрудничества и развития в Стамбуле Турция, Грузия, Азербайджан и Туркменистан подписали ряд соглашений в сфере строительства газопроводов. Однако из-за нерешённости России и Ирана по правовому вопросу о территориальных границах Каспийского моря и открытию в Азербайджане газового месторождения Шах-Дениз проект подводного трубопровода был отложен на лето 2000 года и был продолжен только вместе с проектом Южно-Кавказского газопровода.
В январе 2006 года по причине газового конфликта между Россией и Украиной интерес к Транскаспийскому газопроводу вновь возродился. 11 января 2006 года премьер-министр Азербайджана Артур Расизаде предложил казахстанскому премьер-министру Даниалу Ахметову экспортировать казахстанский газ в Турцию по Южно-Кавказскому газопроводу, а оттуда — на европейский рынок. В марте 2006 президент Туркменистана заявил о своих намерениях возобновить переговоры насчёт газопровода. 
В мае, в рамках визита в Казахстан европейский комиссар по энергетике заявил полную поддержку Европейского союза строительству Транскаспийского трубопровода. Министр промышленности и энергетики Азербайджанской Республики Натиг Алиев, на международной энергетической конференции в Баку рассказал о подробных деталях Транскаспийского газопровода, которые смогут оказать влияние на диверсификацию поставок и снижению цен. С другой стороны Министр промышленности и энергетики Российской Федерации рассказал о технических, правовых, экологических и других рисках, которых может породить Транскаспийский проект, и заявил, что они настолько велики, что в случае отсутствия политической поддержки инвестора найти будет невозможно.
12 мая 2007 года между Россией, Казахстаном и Туркменистаном было подписано трёхстороннее соглашение об экспорте газа из Центральной Азии в Европу через реконструированную и расширенную западную ветвь центра Центральноазиатского газопровода. Это выглядело как крах Транскаспийского проекта, хотя туркменский президент Гурбангулы Бердымухамедов и заявил о продолжении проекта строительства Транскаспийского газопровода.
4 сентября 2008 года заместитель министра иностранных дел Ирана заявил, что Иран выступает против строительства любого подводного трубопровода на Каспие по причине экологических соображений. Согласно региональному эксперту, это заявление поставило под угрозу проект Транскаспийского газопровода. Однако 22 декабря 2008 австрийская компания OMV и немецкая компания RWE, которые являлись партнёрами международного газопровода Набукко, объявили о создании совместного предприятия Caspian Energy Company для разведки пути возможного газопровода через Каспийское море. По результатам разведки компания планирует построить газотранспортную систему через Каспийское море.
12 декабря 2011 года Совет по иностранным делам Европейского союза согласился предоставить переговорный мандат в Европейскую Комиссию для переговоров с Азербайджаном и Туркменистаном по поводу Транскаспийского газопровода. 3 сентября 2012 года после встречи европейского комиссара по энергетике, турецкого министра энергетики и азербайджанских и туркменских высокопоставленных лиц министр Турции заявил, что Турция будет покупать у Туркменистана газ через Транскаспийский газопровод.
Появление Южного газового коридора вновь возродило интерес к Транскаспийскому трубопроводу как альтернативный путь поставок монополии «Газпрома» на европейские рынки. Туркменский газ вместе с азербайджанским газом с месторождения Шахдениз будет транспортироваться через этот трубопровод.
В начале 2016 года часть Южного газового коридора (ЮГК) была проложена между Италией и Грецией через Албанию и в будущем этот трубопровод присоединится к Трансадриатическому газопроводу (TAP) в Турции, строительство которого началось в 2016 году и на границе с Турцией присоединится к Южно-Кавказскому трубопроводу.
19 июля 2017 года в азербайджанской столице прошла четвёртая встреча глав МИД Азербайджана, Турции и Туркменистана, по итогам которого стороны заявили о развитии сотрудничества в трёхстороннем формате. На предыдущих трёхсторонних встречах (в мае 2014 года, в январе и августе 2015 года) стороны также обговаривали транспортировку туркменского и азербайджанского природного газа в Европу и на международные рынки через Турцию.
15 февраля 2018 года в Баку состоялось заседание международного Консультативного совета Южного газового коридора, на котором было отмечено, что Транскаспийский газопровод, предусматривающий транспортировку туркменского (в дальнейшем возможно также иранского) газа в Европу также включён в проект ЮГК. В свою очередь, Евросоюз выразил свою готовность обговорить внедрение иранского газа в проект трубопровода.
12 августа 2018 года в казахском Актау главами пяти прикаспийских стран была подписана «Конвенция о правовом статусе Каспия». Правила прокладки газопроводов по дну Каспия по Конвенции предусматривают согласие только соседних стран, а не всех стран Каспийского моря. Туркменистан после подписания соглашения, в частности, заявила, что готова проложить по дну Каспия трубопроводы, которые позволят ей экспортировать свой газ через Азербайджан в Европу, по проекту Nabucco. Согласия России, которая ранее настаивала на том, что проект может быть реализован только с позволения всех пяти каспийских государств, теперь больше не требуется. Считается, что Россия сняла свои экологические претензии в связи со строительством собственного подводного газопровода «Северный поток» в Европу по дну Балтийского моря. И уже в октябре Евросоюз выразил готовность привлечь инвестиции к строительству Транскаспийского газопровода в Туркменистане (планы по проекту предусматривали поставку местного газа на европейский рынок в объёме 30 млрд м3 каждый год и в течение 30 лет).
После состоявшегося в октябре 2021 очередного заседания Совместного комитета Европейский союз — Туркменистан, в ходе которого обсуждалось Соглашение о торговле и сотрудничестве, проект «Транскаспийского газопровода» был заморожен.
В декабря 2022 года состоялся трёхсторонний саммит Азербайджана, Туркменистана и Турции, на котором поднимался вопрос транспортировки газа, но никаких конкретных соглашений достигнуто не было.